# Nati il 3 dicembre
| Questa pagina contiene informazioni ricavate automaticamente dalle voci biografiche con l'ausilio del template Bio e di un bot. L'aggiornamento è periodico e automatico e ricostruisce completamente la pagina. Se manca una persona in questa lista, sei pregato di non aggiungerla, ma accertati piuttosto che la sua voce biografica contenga il template Bio e che i dati anagrafici siano correttamente compilati. Se il template Bio manca, inseriscilo tu stesso o, in alternativa, metti l'avviso {{tmp\|Bio}} che ne segnala la mancanza. Se i dati riportati sono sbagliati, correggi direttamente la voce biografica; le modifiche saranno visibili in questa lista entro pochi giorni. Per chiarimenti vedi il progetto biografie. La lista contiene solo le 1.047 persone che sono citate nell'enciclopedia e per le quali è stato implementato correttamente il template Bio. Pagina aggiornata al 17 ago 2025. |

## XIV secolo(1)
- 1368 - Carlo VI di Francia, sovrano francese († 1422)

## XV secolo(3)
- 1431 - Luca Pulci, poeta italiano († 1470)
- 1447 - Bayezid II, sultano ottomano († 1512)
- 1483 - Nicolaus von Amsdorf, teologo e vescovo luterano tedesco († 1565)

## XVI secolo(6)
- 1523 - Lorenzo Strozzi, cardinale, arcivescovo cattolico e abate italiano († 1571)
- 1543 - Ferdinando Farnese, vescovo cattolico e diplomatico italiano († 1606)
- 1543 - Alessandro Riario, cardinale e patriarca cattolico italiano († 1585)
- 1560 - Jan Gruter, filologo, antiquario e storico fiammingo († 1627)
- 1568 - Kuroda Nagamasa, militare giapponese († 1623)
- 1590 - Daniel Seghers, pittore fiammingo († 1661)

## XVII secolo(11)
- 1621 - Bohuslav Balbín, scrittore e storico ceco († 1688)
- 1637 - Leone Strozzi, abate e arcivescovo cattolico italiano († 1703)
- 1638 - Jean Donneau de Visé, drammaturgo, giornalista e critico teatrale francese († 1710)
- 1642 - Francesco Barberino Benici, presbitero e matematico italiano († 1702)
- 1642 - Bartolomeo Olivieri, vescovo cattolico italiano († 1708)
- 1645 - Augustyn Michał Stefan Radziejowski, cardinale e arcivescovo cattolico polacco († 1705)
- 1653 - Giovanni Battista Tolomei, cardinale, filosofo e teologo italiano († 1726)
- 1671 - Domenico Rivera, cardinale, letterato e diplomatico italiano († 1752)
- 1681 - Elisabetta Ernestina di Sassonia-Meiningen, principessa († 1766)
- 1684 - Ludvig Holberg, scrittore, filosofo e drammaturgo norvegese († 1754)
- 1690 - Ernst Johann Biron, duca († 1772)

## XVIII secolo(48)
- 1704 - Joseph François Parrocel, pittore e incisore francese († 1781)
- 1704 - Antonio Vendettini, storico italiano († 1781)
- 1708 - Alessandro Ruspoli, II principe di Cerveteri, principe, politico e diplomatico italiano († 1779)
- 1718 - Webb Seymour, X duca di Somerset, nobile britannico († 1793)
- 1718 - Paolo Saverio di Zinno, scultore italiano († 1781)
- 1723 - Giovanni Benedetto Civran, vescovo cattolico italiano († 1794)
- 1726 - George Wythe, giudice e politico statunitense († 1807)
- 1729 - Karl Friedrich Flögel, storico tedesco († 1788)
- 1731 - Stefano Borgia, cardinale, storico e numismatico italiano († 1804)
- 1742 - Erasmus Gower, ammiraglio britannico († 1814)
- 1743 - Luigi Pianazzi, vescovo cattolico e missionario italiano († 1802)
- 1745 - Johann Heinrich Füssli, storico, politico e editore svizzero († 1832)
- 1746 - Jean Perdriau, militare francese († 1793)
- 1750 - Johann Martin Miller, scrittore tedesco († 1814)
- 1750 - Johann Franz Xaver Sterkel, compositore e pianista tedesco († 1817)
- 1752 - Pasquale Belli, architetto italiano († 1833)
- 1753 - Samuel Crompton, inventore britannico († 1827)
- 1755 - Gilbert Stuart, pittore statunitense († 1828)
- 1756 - Lelio Parisi, magistrato e politico italiano († 1824)
- 1758 - Johann Ludwig Adam, pianista e compositore francese († 1848)
- 1758 - Josef Jelínek, pianista e compositore ceco († 1825)
- 1760 - Pietro Avondo, imprenditore italiano
- 1760 - Moritz Balthasar Borkhausen, botanico tedesco († 1806)
- 1764 - Augusta di Brunswick-Wolfenbüttel, principessa († 1788)
- 1764 - Mary Lamb, scrittrice inglese († 1847)
- 1769 - Ambrogio Viale, poeta e politico italiano († 1805)
- 1774 - Giuseppe Federico Palombini, generale italiano († 1850)
- 1775 - Jane Porter, scrittrice inglese († 1850)
- 1777 - Juliette Récamier, scrittrice francese († 1849)
- 1779 - Matilde Malenchini, pittrice italiana († 1858)
- 1780 - Francisco Xavier de Luna Pizarro, arcivescovo, politico e avvocato peruviano († 1855)
- 1781 - Francesco Saverio Luschin, arcivescovo cattolico sloveno († 1854)
- 1782 - Giuseppe Grasser, vescovo cattolico italiano († 1839)
- 1782 - Henry William Pickersgill, pittore inglese († 1875)
- 1785 - Jean-Marie Farina, profumiere e mercante italiano († 1864)
- 1786 - Robert Graham, medico e botanico britannico († 1845)
- 1786 - Francesco Saverio da Camino, medico, chirurgo e patriota italiano († 1864)
- 1788 - Louis Nicolas Lemasle, pittore francese († 1876)
- 1789 - Zinaida Aleksandrovna Belosel'skaja, poetessa e scrittrice russa († 1862)
- 1790 - Filippo Quaranta, politico italiano († 1873)
- 1791 - George Rennie, ingegnere britannico († 1866)
- 1794 - Charles Spencer-Churchill, nobile e politico britannico († 1840)
- 1795 - Rowland Hill, filatelista e funzionario britannico († 1879)
- 1796 - Francis Patrick Kenrick, arcivescovo cattolico irlandese († 1863)
- 1797 - Luigi Crisostomo Ferrucci, bibliotecario e scrittore italiano († 1877)
- 1797 - Andrew Smith, chirurgo, naturalista e esploratore scozzese († 1872)
- 1800 - Fratelli Pereire, banchiere francese († 1875)
- 1800 - France Prešeren, poeta sloveno († 1849)

## XIX secolo(184)
- 1801 - Pietro Luigi Speranza, vescovo cattolico italiano († 1879)
- 1803 - Napoleone Scrugli, politico e militare italiano († 1883)
- 1805 - Jean-François de Rolland de Villard-Sallet, nobile e generale italiano († 1887)
- 1806 - Giovanni Busato, pittore italiano († 1886)
- 1806 - Jacques-Marie-Achille Ginoulhiac, teologo, scrittore e arcivescovo cattolico francese († 1875)
- 1806 - Henry A. Wise, politico statunitense († 1876)
- 1807 - David Alter, medico, scienziato e inventore statunitense († 1881)
- 1809 - Samuel Adler, rabbino tedesco († 1891)
- 1809 - Enrico Pirajno, nobile e politico italiano († 1864)
- 1811 - Eduard Bendemann, pittore tedesco († 1889)
- 1811 - Silvestro La Farina, patriota e politico italiano († 1877)
- 1812 - Hendrik Conscience, scrittore belga († 1883)
- 1812 - Cesare Masini, pittore e scrittore italiano († 1891)
- 1813 - Rajendra Bikram Shah, re nepalese († 1881)
- 1814 - Carlo Piacenza, pittore italiano († 1887)
- 1815 - François Eugène Sanglé-Ferrière, generale francese († 1879)
- 1816 - Giovanni Noseda, imprenditore italiano († 1878)
- 1816 - Johannes Theodor Reinhardt, naturalista danese († 1882)
- 1818 - Max Joseph von Pettenkofer, chimico tedesco († 1901)
- 1820 - Tommaso Abbate, politico e economista italiano († 1888)
- 1820 - Thomas Beecham, imprenditore britannico († 1907)
- 1820 - Xavier Montrouzier, botanico, entomologo e zoologo francese († 1897)
- 1821 - Jane Hope-Vere, nobildonna inglese († 1890)
- 1822 - Luisa di Reuss-Greiz, principessa tedesca († 1875)
- 1824 - Victor Clément, attivista francese
- 1826 - George B. McClellan, generale e politico statunitense († 1885)
- 1829 - Delphine Ugalde, soprano francese († 1910)
- 1830 - Teodoro Buffoli, patriota, avvocato e politico italiano († 1884)
- 1830 - James Graham Goodenough, ammiraglio inglese († 1875)
- 1830 - Frederic Leighton, scultore e pittore britannico († 1896)
- 1833 - John Aird, ingegnere inglese († 1911)
- 1833 - Virginio Ferrari, clarinettista italiano († 1886)
- 1833 - Carlos Finlay, medico e scienziato cubano († 1915)
- 1834 - Luigi Sormani Moretti, politico italiano († 1908)
- 1836 - Adolf Lieben, chimico austriaco († 1914)
- 1838 - Cleveland Abbe, astronomo e meteorologo statunitense († 1916)
- 1838 - Octavia Hill, filantropa e attivista britannica († 1912)
- 1838 - Luisa di Prussia, principessa († 1923)
- 1840 - Jules Claretie, scrittore, storico e giornalista francese († 1913)
- 1840 - Francis Kilvert, scrittore inglese († 1879)
- 1842 - Phoebe Hearst, statunitense († 1919)
- 1842 - Edward Pierson Ramsay, ornitologo e naturalista australiano († 1916)
- 1842 - Ellen Swallow Richards, ingegnere e chimica statunitense († 1911)
- 1843 - Franz Xaver Neruda, violoncellista e compositore ceco († 1915)
- 1843 - Daniele Ranzoni, pittore italiano († 1889)
- 1844 - Ferdinando Aschieri, matematico italiano († 1907)
- 1844 - Enrico Bignami, giornalista e politico italiano († 1921)
- 1845 - Barbara Micarelli, religiosa italiana († 1909)
- 1848 - Vittoria di Mirafiori, nobildonna italiana († 1905)
- 1848 - August Müller, orientalista tedesco († 1892)
- 1848 - Nielsine Zehngraf, fotografa danese († 1932)
- 1850 - Fran Detela, scrittore sloveno († 1926)
- 1852 - Karl von Fasbender, generale tedesco († 1933)
- 1852 - Pasquale Morganti, arcivescovo cattolico e politico italiano († 1921)
- 1853 - Lidija Nikolaevna Figner, rivoluzionaria russa († 1920)
- 1854 - David G. Baird, scacchista statunitense († 1913)
- 1857 - Joseph Conrad, scrittore e navigatore polacco († 1924)
- 1857 - Karl Koller, oculista austriaco († 1944)
- 1857 - Salvador Rueda, poeta e giornalista spagnolo († 1933)
- 1857 - Bruno von Schuckmann, avvocato e politico tedesco († 1919)
- 1859 - Maurice de Féraudy, attore, commediografo e regista francese († 1932)
- 1861 - Robert Harborough Sherard, scrittore e giornalista inglese († 1943)
- 1862 - Jules Renkin, politico belga († 1934)
- 1863 - Georgios Hatzianestis, generale greco († 1922)
- 1863 - Gian Paolo Polini, medico, romanziere e storico italiano († 1908)
- 1864 - Wilhelm Erben, storico e medievista austriaco († 1933)
- 1864 - Herman Heijermans, drammaturgo e scrittore olandese († 1924)
- 1864 - Ludvig Holstein, scrittore danese († 1943)
- 1864 - Nicola Perscheid, fotografo tedesco († 1930)
- 1864 - Giuseppe Ferdinando Piana, pittore italiano († 1956)
- 1865 - Gustav Jenner, compositore, direttore d'orchestra e musicologo tedesco († 1920)
- 1867 - Carlo Errera, geografo e scienziato italiano († 1936)
- 1867 - František Nušl, astronomo e matematico ceco († 1951)
- 1867 - Ernesto Vitetti, funzionario e prefetto italiano († 1948)
- 1868 - Ubaldo Mazzini, storico e giornalista italiano († 1923)
- 1869 - Anne Brigman, fotografa e poetessa statunitense († 1950)
- 1869 - Joseph Nicholas Dinand, vescovo cattolico e missionario statunitense († 1943)
- 1869 - Slobodan Jovanović, politico jugoslavo († 1958)
- 1870 - Arturo Ambrosio, regista e produttore cinematografico italiano († 1960)
- 1870 - Lee Beggs, attore e regista statunitense († 1943)
- 1870 - Nino Martoglio, regista, sceneggiatore e scrittore italiano († 1921)
- 1870 - François-Xavier Vogt, vescovo cattolico francese († 1943)
- 1871 - Newton Diehl Baker, politico statunitense († 1937)
- 1872 - Berto Barbarani, poeta italiano († 1945)
- 1872 - Jack Judge, compositore inglese († 1938)
- 1872 - Maurice Larrouy, tiratore a segno francese
- 1872 - Clemente Palma, scrittore, giornalista e politico peruviano († 1946)
- 1872 - Harry Nelson Pillsbury, scacchista statunitense († 1906)
- 1873 - Alberto Conti, matematico italiano († 1940)
- 1874 - Helen Lindroth, attrice svedese († 1956)
- 1874 - Pedro Poveda Castroverde, presbitero spagnolo († 1936)
- 1875 - Émile Delchambre, canottiere francese († 1958)
- 1875 - Bernhard Lichtenberg, presbitero tedesco († 1943)
- 1875 - Leopoldo Zurlo, politico italiano († 1959)
- 1876 - Charles Burroughs, velocista statunitense († 1902)
- 1876 - Ernesto Drago, fisico italiano († 1929)
- 1876 - Dominique Marie Hồ Ngọc Cẩn, vescovo cattolico vietnamita († 1948)
- 1876 - Charles Leslie Johnson, compositore statunitense († 1950)
- 1876 - Isa Magrini, pittrice italiana († 1944)
- 1876 - Giovanni Battista Morandi, storico e storico dell'arte italiano († 1915)
- 1877 - Bartolomeo Asquasciati, alpinista italiano († 1933)
- 1877 - Giovanni Marchini, pittore italiano († 1946)
- 1877 - Hubert Moest, regista, sceneggiatore e attore tedesco († 1953)
- 1877 - Matteo Pellegrino, vescovo cattolico italiano († 1936)
- 1879 - Amerindo Camilli, filologo e linguista italiano († 1960)
- 1879 - Charles Hutchison, attore, regista e sceneggiatore statunitense († 1949)
- 1879 - Nagai Kafū, scrittore giapponese († 1959)
- 1880 - Fedor von Bock, generale tedesco († 1945)
- 1880 - Alexander Noble Hall, calciatore scozzese († 1943)
- 1880 - Percy Humphreys, calciatore e allenatore di calcio inglese († 1959)
- 1880 - Wally Kinnear, canottiere britannico († 1974)
- 1881 - David Kneeland, maratoneta statunitense († 1948)
- 1881 - Philipp Nauß, calciatore austriaco († 1958)
- 1881 - Ernst Rosell, tiratore a segno svedese († 1953)
- 1881 - Francesco Repaci, avvocato e politico italiano († 1953)
- 1882 - Reinhard Demoll, zoologo tedesco († 1960)
- 1882 - Giovanni Rossignoli, ciclista su strada italiano († 1954)
- 1883 - Francesco Coppellotti, alpinista, imprenditore e militare italiano († 1915)
- 1883 - Emil Dürr, storico svizzero († 1934)
- 1883 - Anton Webern, compositore austriaco († 1945)
- 1883 - Ranieri di Borbone-Due Sicilie, principe († 1973)
- 1884 - Maurice Guichard, calciatore francese († 1915)
- 1884 - Rajendra Prasad, politico indiano († 1963)
- 1884 - Walther Stampfli, politico svizzero († 1965)
- 1885 - Edward Lasker, scacchista, ingegnere e goista statunitense († 1981)
- 1886 - Nino Salvaneschi, scrittore, giornalista e poeta italiano († 1968)
- 1886 - Manne Siegbahn, fisico svedese († 1978)
- 1887 - Richard Becker, fisico tedesco († 1955)
- 1887 - Arthur Claerhout, ciclista su strada belga († 1978)
- 1887 - Angelo Gremo, ciclista su strada italiano († 1940)
- 1887 - Naruhiko Higashikuni, principe, militare e politico giapponese († 1990)
- 1887 - Takuro Matsui, generale giapponese († 1969)
- 1887 - Carlo Nazzaro, giornalista e scrittore italiano († 1975)
- 1887 - Guido Romano, ginnasta italiano († 1916)
- 1887 - Edoardo Susmel, storico e politico italiano († 1948)
- 1888 - Algernon Kingscote, tennista britannico († 1964)
- 1888 - Yitzhak HaLevi Herzog, rabbino israeliano († 1959)
- 1888 - Henri Van Schingen, missionario e vescovo cattolico belga († 1954)
- 1889 - Paul Bern, regista, sceneggiatore e produttore cinematografico tedesco († 1932)
- 1889 - Edvin Paulsen, ginnasta norvegese († 1963)
- 1889 - Walton Walker, generale statunitense († 1950)
- 1890 - Andreas Rumpf, archeologo tedesco († 1966)
- 1891 - Thomas F. Farrell, generale statunitense († 1967)
- 1891 - Gustaf Lindblom, triplista svedese († 1960)
- 1891 - Christian Morville, calciatore danese († 1942)
- 1891 - Warwick Ward, attore e produttore cinematografico britannico († 1967)
- 1892 - Guido Bonaccini, politico italiano
- 1892 - Kiyotake Kawaguchi, militare giapponese († 1961)
- 1893 - Giuseppe Benvenuti, militare italiano († 1917)
- 1893 - Julius Bissier, pittore tedesco († 1965)
- 1893 - Haykanowš Danielyan, soprano e pedagogo sovietico († 1958)
- 1893 - Edmond Decottignies, sollevatore francese († 1963)
- 1893 - Lidio Ettorre, anarchico italiano († 1977)
- 1893 - Sofija Fedarovič, scenografa e costumista russa († 1953)
- 1893 - Wilhelm Pelikan, chimico, farmacista e medico austriaco († 1981)
- 1894 - Bernhard Bästlein, politico tedesco († 1944)
- 1894 - Karl Kõiv, sollevatore estone († 1974)
- 1894 - Giorgio Vigolo, scrittore italiano († 1983)
- 1895 - Anna Freud, psicoanalista austriaca († 1982)
- 1896 - Michael Balint, psicoanalista ungherese († 1970)
- 1896 - Pietro Pascoli, politico e giornalista italiano († 1974)
- 1896 - Carlo Schmid, giurista e politico tedesco († 1979)
- 1897 - Carlo Cantini, calciatore italiano († 1976)
- 1897 - Alan Jerrard, aviatore britannico († 1968)
- 1897 - Henry Ljungmann, saltatore con gli sci norvegese
- 1897 - André Marie, politico francese († 1974)
- 1897 - Kate O'Brien, scrittrice e drammaturga irlandese († 1974)
- 1897 - Eugen Placeriano, calciatore jugoslavo († 1972)
- 1897 - Enrico Viarisio, attore italiano († 1967)
- 1898 - Marion Adnams, pittrice e disegnatrice inglese († 1995)
- 1898 - Dezső Grósz, calciatore ungherese († 1970)
- 1898 - Asbjørn Halvorsen, allenatore di calcio e calciatore norvegese († 1955)
- 1898 - Shinshô Hanayama, scrittore e religioso giapponese († 1995)
- 1898 - Nino Piccinelli, compositore, scrittore e giornalista italiano († 1984)
- 1898 - Marcel Vignoli, calciatore francese († 1985)
- 1899 - Hayato Ikeda, politico giapponese († 1965)
- 1899 - Howard Kinsey, tennista statunitense († 1966)
- 1899 - Beniamino Montesano, militare italiano († 1973)
- 1899 - Marie Mosquini, attrice statunitense († 1983)
- 1899 - John Payne, calciatore inglese († 1942)
- 1899 - Conolly Abel Smith, ammiraglio inglese († 1985)
- 1900 - Jack Cameron, hockeista su ghiaccio canadese († 1981)
- 1900 - Ulrich Inderbinen, alpinista svizzero († 2004)
- 1900 - Richard Kuhn, biochimico tedesco († 1967)

## XX secolo(776)
- 1901 - Émile Barbier, schermidore belga
- 1901 - Glenn Hartranft, pesista e discobolo statunitense († 1970)
- 1901 - Paul-Ludwig Landsberg, filosofo tedesco († 1944)
- 1901 - Mildred Wiley, altista statunitense († 2000)
- 1901 - Dario Wolf, pittore e incisore italiano († 1971)
- 1902 - Ernesto Alciati, maratoneta italiano († 1984)
- 1902 - Mitsuo Fuchida, militare giapponese († 1976)
- 1902 - Francisco Jambrina, attore e regista spagnolo († 1967)
- 1902 - Willi Kirsei, calciatore tedesco († 1963)
- 1902 - Hugo Krayenbühl, medico svizzero († 1985)
- 1902 - David W. Peck, giurista statunitense († 1990)
- 1902 - Olga Scheinpflugová, attrice e scrittrice ceca († 1968)
- 1903 - Javier Barroso, architetto, calciatore e dirigente sportivo spagnolo († 1990)
- 1903 - Sydney Goldstein, matematico britannico († 1989)
- 1904 - Edgar Moon, tennista australiano († 1976)
- 1904 - Roberto Marinho, giornalista, imprenditore e dirigente d'azienda brasiliano († 2003)
- 1904 - Avanti Martinetti, pistard italiano († 1970)
- 1904 - Corrado Sonni, attore italiano († 1976)
- 1905 - Allegro Facchini, calciatore italiano († 1963)
- 1905 - Ado Furlan, scultore italiano († 1971)
- 1906 - Aldo Borsani, calciatore italiano († 1978)
- 1906 - Leopoldo Caimmi, calciatore italiano († 1937)
- 1906 - Ercole Cattaneo, pattinatore artistico su ghiaccio italiana († 1978)
- 1906 - Isaac Rojas, ammiraglio argentino († 1993)
- 1906 - Renato Vignolini, allenatore di calcio e calciatore italiano († 1982)
- 1907 - Giovanni Andreozzi, militare italiano († 1937)
- 1907 - Angelo Arcari, calciatore e allenatore di calcio italiano († 1985)
- 1907 - Connee Boswell, cantante statunitense († 1976)
- 1908 - Charles F. D. Moule, presbitero, teologo e biblista britannico († 2007)
- 1908 - Victor Pasmore, pittore inglese († 1998)
- 1908 - Anna Sten, attrice sovietica († 1993)
- 1908 - Michael Warriner, canottiere britannico († 1986)
- 1908 - Pietro di Grecia, principe greco († 1980)
- 1909 - Arne Berg, ciclista su strada svedese († 1997)
- 1909 - Stanley Burbury, giurista e politico australiano († 1995)
- 1909 - Orio Giacchi, giurista italiano († 1982)
- 1909 - Charlotte Kretschmann, supercentenaria tedesca († 2024)
- 1909 - Giovanni Moretti, calciatore e allenatore di calcio italiano († 1971)
- 1909 - Otto Rohwedder, allenatore di calcio e calciatore tedesco († 1969)
- 1910 - Oreste Benet, calciatore italiano
- 1910 - Aldo Franchini, medico italiano († 1987)
- 1910 - Marion Shilling, attrice statunitense († 2004)
- 1910 - Christian Tychsen, militare tedesco († 1944)
- 1910 - Hakkı Yeten, calciatore e allenatore di calcio turco († 1989)
- 1911 - Roswitha Poppe, storica dell'arte tedesca († 2003)
- 1911 - Nino Rota, compositore italiano († 1979)
- 1912 - Peppe Carta, contrabbassista e direttore d'orchestra italiano († 1997)
- 1912 - Freddie Crum, cestista statunitense († 1987)
- 1912 - Giuseppe Rossi, presbitero italiano († 1945)
- 1912 - Claude Rostand, musicologo, saggista e critico musicale francese († 1970)
- 1912 - Ralf Viksten, cestista estone († 1997)
- 1913 - Ace Gruenig, cestista statunitense († 1958)
- 1913 - Guido Presel, militare e aviatore italiano († 1937)
- 1913 - Charley Shipp, cestista e allenatore di pallacanestro statunitense († 1988)
- 1913 - Mickey Simpson, attore statunitense († 1985)
- 1913 - Omer Vanaudenhove, politico e imprenditore belga († 1994)
- 1914 - Pietro Inzani, militare e partigiano italiano († 1945)
- 1914 - Kaisa Parviainen, giavellottista e lunghista finlandese († 2002)
- 1914 - Philipp Vielhauer, presbitero camerunese († 1977)
- 1915 - Pierre Carlier, cestista svizzero
- 1915 - Anatolij Alekseevič Dudorov, attore e regista sovietico († 1997)
- 1915 - Toivo Kärki, compositore e musicista finlandese († 1992)
- 1915 - Ernst van den Berg, hockeista su prato olandese († 1989)
- 1916 - Roger-Jean Le Nizerhy, pistard francese († 1999)
- 1916 - Charles Nicoletti, mafioso statunitense († 1977)
- 1916 - Fernando Ruiz, cestista peruviano
- 1917 - Max Bolliger, ciclista su strada svizzero
- 1917 - Wilhelm Brasse, fotografo polacco († 2012)
- 1918 - Sándor Olajkár, calciatore ungherese († 1998)
- 1918 - René Sparenberg, hockeista su prato olandese († 2013)
- 1919 - George Curtis, allenatore di calcio e calciatore inglese († 2004)
- 1919 - Dicky Dorsett, calciatore inglese († 1999)
- 1919 - Ugo Stille, giornalista italiano († 1995)
- 1919 - Helen Walton, imprenditrice statunitense († 2007)
- 1919 - Edy de Wilde, collezionista d'arte olandese († 2005)
- 1920 - René Alpsteg, calciatore francese († 2001)
- 1920 - Renato Cervati, calciatore italiano († 2004)
- 1920 - Danilo Alvim, calciatore e allenatore di calcio brasiliano († 1996)
- 1920 - Hans-Jörg Kellner, numismatico e archeologo tedesco († 2015)
- 1920 - Marie Ljalková, militare ceca († 2011)
- 1920 - Eduardo Francisco Pironio, cardinale e arcivescovo cattolico argentino († 1998)
- 1920 - Antonino Siligato, militare e partigiano italiano († 1945)
- 1921 - Phyllis Curtin, soprano e docente statunitense († 2015)
- 1921 - John Doar, avvocato statunitense († 2014)
- 1921 - José García Pérez, calciatore e allenatore di calcio argentino
- 1921 - Geoffrey Kirk, filologo classico britannico († 2003)
- 1921 - Paul Sinibaldi, calciatore francese († 2018)
- 1921 - Geoffrey Watson, statistico australiano († 1998)
- 1921 - Jaroslav Šajtar, scacchista ceco († 2003)
- 1922 - Tom Fears, giocatore di football americano e allenatore di football americano statunitense († 2000)
- 1922 - Sven Nykvist, direttore della fotografia svedese († 2006)
- 1923 - Dede Allen, montatrice statunitense († 2010)
- 1923 - Stjepan Bobek, calciatore e allenatore di calcio jugoslavo († 2010)
- 1923 - Francesco Paolo Glorioso, giornalista italiano († 2022)
- 1923 - Frank Guarrera, baritono statunitense († 2007)
- 1923 - Wolfgang Harich, filosofo e saggista tedesco († 1995)
- 1923 - Saul Leiter, fotografo e pittore statunitense († 2013)
- 1923 - Wolfgang Neuss, attore e cabarettista tedesco († 1989)
- 1923 - Paul Shan Kuo-hsi, cardinale e vescovo cattolico cinese († 2012)
- 1923 - Pino Tovaglia, grafico italiano († 1977)
- 1924 - John Backus, informatico e matematico statunitense († 2007)
- 1924 - Wiel Coerver, calciatore e allenatore di calcio olandese († 2011)
- 1924 - Luciano Filippelli, allenatore di calcio e calciatore italiano
- 1924 - Roberto Mieres, pilota automobilistico argentino († 2012)
- 1924 - Joseph Morvan, ciclista su strada francese († 1999)
- 1924 - Edwin Ernest Salpeter, astronomo austriaco († 2008)
- 1924 - Fred Taylor, cestista, giocatore di baseball e allenatore di pallacanestro statunitense († 2002)
- 1924 - John Winter, altista australiano († 2007)
- 1925 - Wolfgang Wahl, attore tedesco († 2006)
- 1926 - Joachim Dalsass, politico italiano († 2005)
- 1926 - Giorgio Giannelli, giornalista, scrittore e politico italiano († 2025)
- 1926 - Ragnar Hvidsten, calciatore norvegese († 2016)
- 1926 - Francesco Mulè, attore e doppiatore italiano († 1984)
- 1926 - Hans Otte, compositore e pianista tedesco († 2007)
- 1926 - Romolo Paganelli, pittore e scenografo italiano († 2003)
- 1926 - Antonella Steni, attrice italiana († 2016)
- 1926 - Michail Vajman, violinista e docente sovietico († 1977)
- 1927 - Massimo Baldi, architetto italiano († 1986)
- 1927 - Richard Bellamy, gallerista e mercante d'arte statunitense († 1998)
- 1927 - Gervasio Marcosignori, fisarmonicista italiano († 2013)
- 1927 - Garibaldo Nizzola, lottatore italiano († 2012)
- 1927 - Richard Keir Pethick Pankhurst, docente e storico britannico († 2017)
- 1927 - Lucie Scheinostová, cestista cecoslovacca († 2014)
- 1927 - Andy Williams, cantante, attore e showman statunitense († 2012)
- 1928 - Thomas M. Foglietta, politico e diplomatico statunitense († 2004)
- 1928 - Carlo Giuffré, attore e regista teatrale italiano († 2018)
- 1928 - Ingemar Haraldsson, calciatore svedese († 2004)
- 1928 - Don McEvoy, allenatore di calcio e calciatore inglese († 2004)
- 1928 - Jack McMahon, cestista e allenatore di pallacanestro statunitense († 1989)
- 1928 - Renzo Restani, fumettista e pittore italiano († 2002)
- 1929 - Antonio Fuertes, calciatore spagnolo († 2015)
- 1929 - Luciano Scroccaro, calciatore italiano († 2010)
- 1929 - Nello Vegezzi, poeta, regista e pittore italiano († 1993)
- 1929 - Corrado Viciani, calciatore e allenatore di calcio italiano († 2014)
- 1929 - Tony Vlastelica, cestista statunitense († 2019)
- 1929 - Manfred Wekwerth, regista teatrale e regista cinematografico tedesco († 2014)
- 1930 - Salvatore Borelli, poeta italiano († 2004)
- 1930 - Frédéric Etsou-Nzabi-Bamungwabi, cardinale e arcivescovo cattolico della Repubblica Democratica del Congo († 2007)
- 1930 - Jean-Luc Godard, regista, sceneggiatore e montatore francese († 2022)
- 1930 - Francesco Perrone, mezzofondista e maratoneta italiano († 2020)
- 1931 - Franz Josef Degenhardt, cantautore e scrittore tedesco († 2011)
- 1931 - Agnès Guillemot, montatrice francese († 2005)
- 1931 - Captain Haggerty, attore statunitense († 2006)
- 1931 - Jolene Unsoeld, politica statunitense († 2021)
- 1932 - Virginia Baxter, pattinatrice artistica su ghiaccio statunitense († 2014)
- 1932 - Yvon Bourrel, compositore francese († 2024)
- 1932 - Corry Brokken, cantante, conduttrice televisiva e giudice olandese († 2016)
- 1932 - Stan Hepton, calciatore inglese († 2017)
- 1932 - Vincenzo Leanza, politico italiano († 2004)
- 1932 - Gaetano Starrabba, ex pilota automobilistico italiano
- 1932 - Luigi Zannier, calciatore italiano († 1988)
- 1933 - Domenico Bosatelli, imprenditore italiano († 2022)
- 1933 - Nicolas Coster, attore britannico († 2023)
- 1933 - Paul Crutzen, meteorologo e ingegnere olandese († 2021)
- 1933 - Giovanni Deodato, politico italiano († 2021)
- 1933 - Rosalind Knight, attrice britannica († 2020)
- 1933 - Yehuda Krinsky, rabbino, mistico e economista statunitense
- 1933 - Silvano Spadaccino, attore, paroliere e cantautore italiano († 2010)
- 1934 - Orazio Gavioli, giornalista italiano († 1997)
- 1934 - Viktor Vasil'evič Gorbatko, cosmonauta sovietico († 2017)
- 1934 - Abimael Guzmán, terrorista peruviano († 2021)
- 1934 - Enrico Larini, ex calciatore italiano
- 1934 - Orville Trask, giocatore di football americano statunitense († 2008)
- 1935 - Arnaldo Di Maria, ciclista su strada italiano († 2011)
- 1935 - Eddie Bernice Johnson, politica e infermiera statunitense († 2023)
- 1935 - Guido Manusardi, pianista e compositore italiano
- 1935 - Tony Mordente, ballerino, coreografo e regista televisivo statunitense († 2024)
- 1935 - Maria Rita Saulle, giurista italiana († 2011)
- 1936 - Mary Alice, attrice statunitense († 2022)
- 1936 - Susanne Cramer, attrice tedesca († 1969)
- 1936 - Lothar Gall, storico tedesco († 2024)
- 1936 - Klaus Johann Jacobs, imprenditore svizzero († 2008)
- 1936 - Saburō Kawabuchi, allenatore di calcio, ex calciatore e dirigente sportivo giapponese
- 1936 - Howard Jerome Keisler, matematico statunitense
- 1936 - Michele Randazzo, giornalista e politico italiano († 1998)
- 1936 - Alfred Uhry, drammaturgo, sceneggiatore e librettista statunitense
- 1937 - Bobby Allison, pilota automobilistico statunitense († 2024)
- 1937 - Bobby Boyd, giocatore di football americano statunitense († 2017)
- 1937 - Tito Corsi, allenatore di calcio, ex calciatore e dirigente sportivo italiano
- 1937 - Nicolas Genka, scrittore francese († 2009)
- 1937 - Ole Henrik Laub, scrittore danese († 2019)
- 1937 - Morgan Llywelyn, scrittrice statunitense
- 1937 - Angela Luce, attrice e cantante italiana
- 1938 - Tibor Csernai, calciatore ungherese († 2012)
- 1938 - Tom Davis, allenatore di pallacanestro statunitense
- 1938 - János Kuszmann, calciatore ungherese († 2001)
- 1938 - Tommy Millar, calciatore scozzese († 2001)
- 1938 - José Serebrier, direttore d'orchestra e compositore uruguaiano
- 1938 - Werner Thissen, arcivescovo cattolico tedesco († 2025)
- 1939 - Don Calfa, attore statunitense († 2016)
- 1939 - Lee Israel, scrittrice e falsaria statunitense († 2014)
- 1939 - James Manclark, ex slittinista britannico
- 1939 - Joan Francesc Mira i Casterà, scrittore, antropologo e sociologo spagnolo
- 1939 - Luigi Sileoni, politico italiano († 2012)
- 1940 - Manuela Ferreira Leite, politica portoghese
- 1940 - Javier Etxebarria, calciatore spagnolo († 2016)
- 1940 - Mauro Galligani, fotoreporter italiano
- 1940 - Jan Hamřík, ex slittinista cecoslovacco
- 1940 - Georges Mauduit, ex sciatore alpino francese
- 1940 - Kishin Shinoyama, fotografo giapponese († 2024)
- 1941 - Walter George Alton, attore statunitense
- 1941 - Giuseppe De Lutiis, sociologo e storico italiano († 2017)
- 1941 - Aniello Montano, storico italiano († 2015)
- 1941 - Terrence Roberts, attivista statunitense
- 1941 - Edoardo, principe di Anhalt, principe tedesco
- 1942 - Giuliana Albisetti Rotondi, arpista italiana († 1995)
- 1942 - Rita Engelmann, attrice, doppiatrice e conduttrice radiofonica tedesca († 2021)
- 1942 - Mike Gibson, ex rugbista a 15 britannico
- 1942 - Ken Lewis, cantante, paroliere e produttore discografico britannico († 2015)
- 1942 - Peter Mafany Musonge, politico camerunese
- 1942 - Pedro Rocha, calciatore e allenatore di calcio uruguaiano († 2013)
- 1942 - Michel Rubini, compositore, arrangiatore e direttore d'orchestra statunitense
- 1942 - Alice Schwarzer, scrittrice e giornalista tedesca
- 1942 - Robert Hargan Storey, bobbista e dirigente sportivo canadese
- 1943 - Douglas Cagas, politico filippino († 2021)
- 1943 - Franco Cassano, sociologo e politico italiano († 2021)
- 1943 - Pentti Kahma, ex discobolo finlandese
- 1943 - Zdenko Kobeščak, allenatore di calcio e ex calciatore jugoslavo
- 1943 - Christa Linder, attrice e ex modella tedesca
- 1943 - Giancarlo Roffi, ex calciatore italiano
- 1943 - Kiyoshi Tomizawa, ex calciatore giapponese
- 1944 - Jan Johansen, ex canoista norvegese
- 1944 - Lars-Erik Larsson, ex schermidore svedese
- 1944 - Ralph McTell, cantautore e chitarrista inglese
- 1944 - Paul Nicholas, attore, cantante e produttore teatrale inglese
- 1944 - António Variações, cantautore portoghese († 1984)
- 1945 - Luis Garisto, calciatore uruguaiano († 2017)
- 1945 - Angelo Rovati, cestista, dirigente sportivo e politico italiano († 2013)
- 1946 - Paolo Albani, scrittore italiano
- 1946 - Alberto Destrieri, attore teatrale italiano († 2019)
- 1946 - Walter A. McDougall, storico statunitense
- 1946 - Giovanni Antonio Pintori, pittore, critico d'arte e gallerista italiano
- 1946 - Franco Trabucco, pianista italiano
- 1946 - Kourosh Yaghmaei, musicista, compositore e produttore discografico iraniano
- 1946 - Joop Zoetemelk, ex ciclista su strada, pistard e dirigente sportivo olandese
- 1946 - Thubten Zopa Rinpoche, monaco buddhista nepalese († 2023)
- 1947 - Amado Bagatsing, politico e imprenditore filippino
- 1947 - Mario Borghezio, politico italiano
- 1947 - Francisco Javier Elorriaga, ex ciclista su strada spagnolo
- 1947 - Percy Jones, bassista gallese
- 1947 - Patricia Krenwinkel, criminale statunitense
- 1947 - Olga Pall, ex sciatrice alpina e dirigente sportiva austriaca
- 1947 - Eddie Reeve, allenatore di calcio e ex calciatore inglese
- 1947 - Marco Revelli, politologo italiano
- 1948 - Reidun Laengen, atleta e fondista norvegese († 1995)
- 1948 - Patrick Cousot, informatico francese
- 1948 - Rino Gritti, calciatore italiano († 1983)
- 1948 - Diane Kurys, attrice, sceneggiatrice e regista francese
- 1948 - Bernard Mignot, ex tennista belga
- 1948 - Ozzy Osbourne, cantautore e compositore britannico († 2025)
- 1949 - John Akii-Bua, ostacolista ugandese († 1997)
- 1949 - Arturo Ballabio, missionario e ex calciatore italiano
- 1949 - Giorgio Bittolo, ex calciatore italiano
- 1949 - Franco Gussoni, politico italiano († 2018)
- 1949 - Heather Menzies, attrice canadese († 2017)
- 1949 - Richard Shusterman, filosofo statunitense
- 1950 - Gianni De Magistris, ex nuotatore, ex pallanuotista e allenatore di pallanuoto italiano
- 1950 - Vladimír Dobrovič, ex calciatore slovacco
- 1950 - Marie-Louise Fort, politica francese († 2022)
- 1950 - Samantha Fox, attrice pornografica statunitense († 2020)
- 1950 - Asa Hutchinson, politico statunitense
- 1950 - Antonino Mangano, ex maratoneta e mezzofondista italiano
- 1951 - Adilson de Freitas Nascimento, cestista brasiliano († 2009)
- 1951 - Mike Bantom, ex cestista statunitense
- 1951 - Jim Brewer, ex cestista, allenatore di pallacanestro e dirigente sportivo statunitense
- 1951 - Ray Candy, wrestler statunitense († 1994)
- 1951 - Eugene Clark, attore e ex giocatore di football americano canadese
- 1951 - Rick Mears, pilota automobilistico statunitense
- 1951 - Nikenike Vurobaravu, diplomatico e politico vanuatuano
- 1951 - Riki Choshu, ex wrestler giapponese
- 1952 - Don Barnes, cantante, musicista e polistrumentista statunitense
- 1952 - Benny Hinn, pastore protestante e personaggio televisivo statunitense
- 1952 - David Hixon, allenatore di pallacanestro statunitense
- 1952 - Mel Smith, comico, regista e produttore cinematografico britannico († 2013)
- 1952 - Aldo Claudio Zappalà, autore televisivo, regista e produttore televisivo italiano († 2022)
- 1953 - Patrick Angus, pittore statunitense († 1992)
- 1953 - Gianfranco Cabiddu, regista e sceneggiatore italiano
- 1953 - Patrick Chamoiseau, scrittore francese
- 1953 - Robert Guédiguian, regista, sceneggiatore e produttore cinematografico francese
- 1953 - Greg Jones, ex sciatore alpino statunitense
- 1953 - Franz Klammer, ex sciatore alpino austriaco
- 1953 - Ágata Lys, attrice spagnola († 2021)
- 1953 - Abdullah Mayouf, ex calciatore kuwaitiano
- 1953 - Crisostomo Ayson Yalung, vescovo cattolico filippino
- 1954 - Alfredo Evangelista, ex pugile uruguaiano
- 1954 - Ugo Riccarelli, scrittore italiano († 2013)
- 1955 - Pier Ferdinando Casini, politico italiano
- 1955 - Erminio Criscione, criminale italiano († 1992)
- 1955 - Steven Culp, attore statunitense
- 1955 - Brigitte Cuypers, ex tennista sudafricana
- 1955 - Luigi D'Ambrosio Lettieri, politico italiano
- 1955 - Bernd Duvigneau, ex canoista tedesco
- 1955 - Bruce Fordyce, ultramaratoneta sudafricano
- 1955 - Roberto Frabetti, criminale italiano
- 1955 - Gilbert Glaus, ex ciclista su strada svizzero
- 1955 - Massimo Rossi, doppiatore e direttore del doppiaggio italiano
- 1955 - Alberto Tarantini, ex calciatore argentino
- 1955 - Gerardo Werthein, dirigente sportivo, imprenditore e politico argentino
- 1956 - Vincenzo Calcara, mafioso e collaboratore di giustizia italiano
- 1956 - Mieko Fukui, cestista giapponese († 1980)
- 1956 - Michael Gough, doppiatore statunitense
- 1956 - Charles M. Huber, attore e politico tedesco
- 1956 - Ewa Kopacz, politica e pediatra polacca
- 1956 - Kathy Manning, politica statunitense
- 1956 - Gerry O'Hara, ex calciatore inglese
- 1956 - Morten Søgaard, ex giocatore di curling norvegese
- 1957 - Jan Bogaert, ciclista su strada e dirigente sportivo belga († 2024)
- 1957 - Keith Dorney, ex giocatore di football americano statunitense
- 1957 - Renato Franceschelli, funzionario italiano
- 1957 - Loris Loddi, attore e doppiatore italiano
- 1957 - Valérie Quennessen, attrice francese († 1989)
- 1958 - Otto Becker, cavaliere tedesco
- 1958 - Iris Corniani, ex nuotatrice italiana
- 1958 - Vanja Dermendžieva, ex cestista bulgara
- 1958 - Barbara Gertchen, ex cestista polacca
- 1958 - Milan Kadlec, pentatleta cecoslovacco († 2001)
- 1958 - Cosimo Latronico, politico italiano
- 1958 - Jim Renacci, politico statunitense
- 1958 - Terri Windling, scrittrice e artista statunitense
- 1959 - Fulvio Falzarano, attore italiano
- 1959 - Cevat Güler, allenatore di calcio turco
- 1959 - Kathy Jordan, tennista statunitense
- 1959 - Mark Salzman, violoncellista, scrittore e sinologo statunitense
- 1960 - Stefano Caldoro, politico italiano
- 1960 - Daryl Hannah, attrice e attivista statunitense
- 1960 - Igor' Larionov, ex hockeista su ghiaccio sovietico
- 1960 - Julianne Moore, attrice e scrittrice statunitense
- 1960 - Mike Ramsey, ex hockeista su ghiaccio statunitense
- 1960 - Giampaolo Spinato, scrittore, drammaturgo e giornalista italiano
- 1960 - Steven Swanson, ex astronauta e ingegnere statunitense
- 1960 - Giacomo Zunico, allenatore di calcio e ex calciatore italiano
- 1961 - João Santos Cardoso, arcivescovo cattolico brasiliano
- 1961 - Danila De Lucia, politica italiana
- 1961 - Vincent Long Van Nguyen, vescovo cattolico vietnamita
- 1961 - Roberto Menia, politico italiano
- 1961 - Shinji Takamatsu, sceneggiatore, regista e animatore giapponese
- 1961 - Paolo Zangrillo, politico italiano
- 1961 - Şenol Çorlu, dirigente sportivo e ex calciatore turco
- 1962 - Francesca Lia Block, scrittrice e poetessa statunitense
- 1962 - Tammy Jackson, ex cestista statunitense
- 1962 - Aleksej Kolokol'cev, ex sollevatore sovietico
- 1962 - Enrico Miaroma, direttore di coro, compositore e pianista italiano
- 1962 - Rosanna Munerotto, ex maratoneta e mezzofondista italiana
- 1962 - Niccolò Rinaldi, politico, scrittore e alpinista italiano
- 1962 - Manuel Ruiz Pérez, allenatore di calcio e ex calciatore spagnolo
- 1962 - Nina Sicilia, modella venezuelana
- 1963 - Alberto Cambiaghi, ex calciatore italiano
- 1963 - Basilio Catanoso, politico italiano
- 1963 - Fabrizio Gatta, giornalista, conduttore televisivo e presbitero italiano
- 1963 - Mubarak Ghanim, ex calciatore emiratino
- 1963 - Lorenzo Guadagnucci, giornalista italiano
- 1963 - Steve Hegg, ex sciatore alpino, ex pistard e ciclista su strada statunitense
- 1963 - Hajime Katoki, illustratore e disegnatore giapponese
- 1963 - Joe Lally, bassista e cantautore statunitense
- 1963 - Simona Marchesini, linguista e archeologa italiana
- 1963 - Terri Schiavo, statunitense († 2005)
- 1964 - Daniele Asti, ex ciclista su strada italiano
- 1964 - David Clarke, ex calciatore inglese
- 1964 - Toi Cook, ex giocatore di football americano statunitense
- 1964 - Lisanne Falk, attrice statunitense
- 1964 - Pietro Geranzani, pittore italiano
- 1964 - István Kozma, ex calciatore ungherese
- 1964 - Tomaz Lavric, fumettista sloveno
- 1964 - Pam Leake, ex cestista statunitense
- 1964 - Tosh McKinlay, ex calciatore scozzese
- 1964 - José Murcia, allenatore di calcio e ex calciatore spagnolo
- 1964 - Anna Richards, rugbista a 15 e allenatrice di rugby a 15 neozelandese
- 1964 - Sven Schwarz, canottiere olandese
- 1964 - Franz Tscherne, attore e regista austriaco
- 1965 - Barbara Garrick, attrice statunitense
- 1965 - Steve Harris, attore statunitense
- 1965 - Miguel Illescas, scacchista spagnolo
- 1965 - Alyson Noël, scrittrice statunitense
- 1965 - Andrea Salerno, giornalista, autore televisivo e dirigente d'azienda italiano
- 1965 - Andrew Stanton, regista, sceneggiatore e produttore cinematografico statunitense
- 1965 - Katarina Witt, ex pattinatrice artistica su ghiaccio tedesca
- 1965 - Peppe Zarbo, attore italiano
- 1966 - Laura Friedman, politica e produttrice cinematografica statunitense
- 1966 - David Haubenstock, attore tedesco († 1981)
- 1966 - Monic Hendrickx, attrice olandese
- 1966 - Ilona Mądra, ex cestista polacca
- 1966 - Flemming Povlsen, allenatore di calcio e ex calciatore danese
- 1966 - Ray Sciberras, ex calciatore maltese
- 1967 - Stephen K. Amos, comico e attore britannico
- 1967 - Johnson Bwalya, ex calciatore zambiano
- 1967 - Kateřina Chlebowczyková, ex cestista cecoslovacca
- 1967 - Mark Deklin, attore statunitense
- 1967 - Nicolae Guță, cantante rumeno
- 1967 - Gilles Marguet, biatleta francese
- 1967 - Roberto Martínez Vera-Tudela, ex calciatore peruviano
- 1967 - Ondoro Osoro, ex maratoneta e mezzofondista keniota
- 1967 - Greg Sutton, ex cestista statunitense
- 1968 - Asim Ademov, politico bulgaro
- 1968 - Al Barrow, illustratore, bassista e cantante britannico
- 1968 - Isabel Cueto, ex tennista tedesca
- 1968 - John DeBrito, calciatore statunitense († 2020)
- 1968 - Brendan Fraser, attore canadese
- 1968 - Eugenio Gradabosco, attore italiano
- 1968 - Montell Jordan, cantautore e produttore discografico statunitense
- 1968 - Gary Smith, allenatore di calcio e ex calciatore inglese
- 1968 - Nico Wegner, ex rugbista a 15 sudafricano
- 1969 - Sandro Casamonica, ex pugile italiano
- 1969 - Nancy Dupláa, attrice argentina
- 1969 - Thomas Forstner, cantante austriaco
- 1969 - Rodney Hampton, ex giocatore di football americano statunitense
- 1969 - Halvard Hanevold, biatleta norvegese († 2019)
- 1969 - Alfonso Johnson, ex cestista colombiano
- 1969 - John Kenneth Muir, critico cinematografico e giornalista statunitense
- 1969 - Diane Ruggiero, sceneggiatrice e produttrice televisiva statunitense
- 1969 - Bill Steer, chitarrista e cantante britannico
- 1969 - Jean Wagner, ex calciatore lussemburghese
- 1969 - Alessandro Zorzolo, ex cestista italiano
- 1970 - Armin Heidegger, ex calciatore liechtensteinese
- 1970 - Stephanie Herseth Sandlin, politica statunitense
- 1970 - Huang Hongtao, allenatore di calcio e ex calciatore cinese
- 1970 - Lindsey Hunter, ex cestista e allenatore di pallacanestro statunitense
- 1970 - Christian Karembeu, dirigente sportivo e ex calciatore francese
- 1970 - Janira Majello, conduttrice televisiva e giornalista italiana
- 1970 - Patrizia Mottola, doppiatrice italiana
- 1970 - Filippo Nigro, attore italiano
- 1970 - Lu Parker, modella statunitense
- 1970 - John Mario Ramírez, calciatore colombiano († 2021)
- 1970 - Jimmy Shergill, attore indiano
- 1971 - Joseph Gatt, attore britannico
- 1971 - Heiko Herrlich, allenatore di calcio e ex calciatore tedesco
- 1971 - Sha Hopson, cestista statunitense († 2021)
- 1971 - Askia Jones, ex cestista statunitense
- 1971 - Carlotta Miti, attrice italiana
- 1971 - Ola Rapace, attore svedese
- 1971 - Pieter Rossouw, ex rugbista a 15 e allenatore di rugby sudafricano
- 1971 - Frank Sinclair, allenatore di calcio e ex calciatore giamaicano
- 1971 - Henk Timmer, ex calciatore e dirigente sportivo olandese
- 1971 - Keegan Connor Tracy, attrice canadese
- 1972 - Ángel Andreo, pallanuotista spagnolo
- 1972 - Adriana Carmona, ex taekwondoka venezuelana
- 1972 - Danilo Goffi, maratoneta italiano
- 1972 - Bucky Lasek, skater statunitense
- 1972 - Oleh Ljaško, politico e giornalista ucraino
- 1972 - Matthieu Orphelin, politico francese
- 1972 - Sébastien Roch, attore e cantante francese
- 1972 - Laurent Roux, ex ciclista su strada francese
- 1972 - Violeta Vuković, ex cestista serba
- 1973 - Daniela Biamonte, pallavolista italiana
- 1973 - Bruno Campos, attore, doppiatore e avvocato brasiliano
- 1973 - Holly Marie Combs, attrice e produttrice televisiva statunitense
- 1973 - Giovanni D'Innocenzo, ginnasta italiano
- 1973 - Enrico Dell'Amore, pentatleta italiano
- 1973 - Boris Gorenc, ex cestista sloveno
- 1973 - Sammy Leung, cantante, attore e disc jockey cinese
- 1973 - Gabriele Magni, ex schermidore italiano
- 1973 - Super Crazy, wrestler messicano
- 1974 - Messan Ametekodo, ex calciatore togolese
- 1974 - Albena Denkova, ex danzatrice su ghiaccio bulgara
- 1974 - Shalonda Enis, ex cestista statunitense
- 1974 - Farnaz Ghazizadeh, giornalista e conduttrice televisiva iraniana
- 1974 - Damiën Hertog, allenatore di calcio, dirigente sportivo e ex calciatore olandese
- 1974 - Joris Jarsky, attore canadese
- 1974 - Joe Madureira, fumettista statunitense
- 1974 - Marie Drucker, giornalista, conduttrice radiofonica e conduttrice televisiva francese
- 1974 - Andrea Paganella, politico italiano
- 1974 - Ľubomír Reiter, allenatore di calcio e ex calciatore slovacco
- 1974 - Natalie J.Robb, attrice scozzese
- 1974 - Marta Romagna, danzatrice italiana
- 1974 - Glenn Zeelig, ex giocatore di calcio a 5 olandese
- 1975 - Salvatore Amitrano, ex canottiere italiano
- 1975 - Misstress Barbara, disc jockey e musicista italiana
- 1975 - Andrei Istrăţescu, scacchista rumeno
- 1975 - Luciano Siqueira de Oliveira, ex calciatore brasiliano
- 1975 - Nadine Neumann, ex nuotatrice australiana
- 1975 - Pernille Vermund, politica e architetto danese
- 1975 - Thomas Vonn, ex sciatore alpino statunitense
- 1976 - Adeyto, artista, attrice e regista francese
- 1976 - Anna Billò, giornalista, conduttrice televisiva e attrice italiana
- 1976 - Richard Cawthorne, attore australiano
- 1976 - Silvia Fontana, ex pattinatrice artistica su ghiaccio italiana
- 1976 - Byron Kelleher, ex rugbista a 15 neozelandese
- 1976 - Nyedzi Kpokpoya, cestista francese († 2024)
- 1976 - Tomotaka Okamoto, controtenore giapponese
- 1976 - Gerardo Vallejo, ex calciatore colombiano
- 1977 - Jean-Christophe Bette, canottiere francese
- 1977 - Fabrizio Cecchetti, politico italiano
- 1977 - Salvatore Garozzo, ex rugbista a 15 e allenatore di rugby a 15 italiano
- 1977 - J. P. E. Harper-Scott, musicologo e docente britannico
- 1977 - Dzmitryj Kavalënak, ex calciatore bielorusso
- 1977 - Adam Małysz, dirigente sportivo e ex saltatore con gli sci polacco
- 1977 - Melanie Mettler, politica svizzera
- 1977 - Giovanni Scapecchi, compositore italiano
- 1978 - Eva Briegel, musicista e cantante tedesca
- 1978 - Katie Compton, ciclocrossista, mountain biker e paraciclista statunitense
- 1978 - Jim Moran, ex cestista e allenatore di pallacanestro statunitense
- 1978 - Ri Song-hui, ex sollevatrice nordcoreana
- 1978 - Kōji Sakamoto, ex calciatore giapponese
- 1978 - Tomasz Szewczuk, ex calciatore polacco
- 1978 - Bram Tankink, ex ciclista su strada olandese
- 1978 - Trina, rapper e personaggio televisivo statunitense
- 1978 - María Villarroel, ex cestista venezuelana
- 1979 - Daniel Bedingfield, cantautore britannico
- 1979 - Rock Cartwright, ex giocatore di football americano statunitense
- 1979 - Björn Goldschmidt, canoista tedesco
- 1979 - Tiffany Haddish, comica, personaggio televisivo e attrice statunitense
- 1979 - Andre Mijatović, allenatore di calcio e ex calciatore croato
- 1979 - Uwe Möhrle, allenatore di calcio e ex calciatore tedesco
- 1979 - Sean Parker, informatico e imprenditore statunitense
- 1979 - Konkona Sen Sharma, attrice indiana
- 1979 - Rainbow Sun Francks, attore canadese
- 1980 - Iulian Apostol, ex calciatore rumeno
- 1980 - Anna Chlumsky, attrice statunitense
- 1980 - Fabio Coltorti, ex calciatore svizzero
- 1980 - Jenna Dewan, attrice e ballerina statunitense
- 1980 - Mamadou Doumbia, ex calciatore ivoriano
- 1980 - Natalia, cantante belga
- 1980 - Ezequias, ex calciatore brasiliano
- 1980 - Zlata Filipović, scrittrice e regista bosniaca
- 1980 - Nadine Jansen, modella tedesca
- 1980 - Juan Carlos La Rosa, ex calciatore peruviano
- 1980 - Benjamin Longue, calciatore francese
- 1980 - Chiara Maj, ex sciatrice alpina italiana
- 1980 - Park Yo-seb, calciatore sudcoreano
- 1980 - Dario Sgrò, musicista e compositore italiano
- 1980 - Johnny Szlykowicz, ex calciatore francese
- 1980 - William Tiero, ex calciatore ghanese
- 1981 - Giannīs Amanatidīs, allenatore di calcio e ex calciatore greco
- 1981 - Brian Bonsall, attore statunitense
- 1981 - Martin Canning, allenatore di calcio e ex calciatore scozzese
- 1981 - Maddy Curley, attrice e ginnasta statunitense
- 1981 - Mindaugas Grigalevičius, ex calciatore lituano
- 1981 - Elliott Kalan, comico e attore statunitense
- 1981 - Monika Knapp, ex sciatrice alpina italiana
- 1981 - Christoph Kornberger, ex sciatore alpino austriaco
- 1981 - Liza Lapira, attrice statunitense
- 1981 - Louise Roe, conduttrice televisiva, modella e giornalista inglese
- 1981 - Marco Rossi, cestista italiano
- 1981 - Óðinn Björn Þorsteinsson, ex pesista e discobolo islandese
- 1981 - Edwin Valero, pugile venezuelano († 2010)
- 1981 - David Villa, dirigente sportivo e ex calciatore spagnolo
- 1982 - Sherill Baker, ex cestista, allenatrice di pallacanestro e dirigente sportivo statunitense
- 1982 - Toni Bizaca, allenatore di pallacanestro e ex cestista croato
- 1982 - Ludwig Blochberger, attore tedesco
- 1982 - Jaycee Chan, cantante e attore statunitense
- 1982 - Sarah-Jane Dias, modella e attrice indiana
- 1982 - Michael Essien, allenatore di calcio e ex calciatore ghanese
- 1982 - Perla Francalanci, ballerina e coreografa italiana
- 1982 - Michel Gurfi, attore e produttore televisivo argentino
- 1982 - Silviu Izvoranu, ex calciatore rumeno
- 1982 - Tereza Matuszková, pallavolista ceca
- 1982 - Alice Pol, attrice francese
- 1982 - Dascha Polanco, attrice dominicana
- 1982 - Rico Love, produttore discografico e cantante statunitense
- 1982 - Mithali Raj, crickettista indiana
- 1982 - Franco Sbaraglini, rugbista a 15 e allenatore di rugby a 15 argentino
- 1982 - Ondřej Švejdík, ex calciatore ceco
- 1982 - Lorenzo Viviani, politico italiano
- 1982 - Brice Vounang, ex cestista camerunese
- 1982 - Adam Wingard, regista, attore e scenografo statunitense
- 1982 - Aníbal Zurdo, ex calciatore messicano
- 1983 - Chinx, rapper statunitense († 2015)
- 1983 - Stephen Donald, rugbista a 15 neozelandese
- 1983 - Aleksej Drozdov, multiplista russo
- 1983 - Andy Grammer, cantautore statunitense
- 1983 - James Ihedigbo, giocatore di football americano statunitense
- 1983 - Axel Williams, calciatore francese
- 1984 - Manuel Arana, ex calciatore spagnolo
- 1984 - Ramón Ignacio Fernández, calciatore argentino
- 1984 - Juan Pablo Francia, ex calciatore argentino
- 1984 - Hind Larroussi, cantante olandese
- 1984 - Andrea Lazzari, allenatore di calcio e ex calciatore italiano
- 1984 - Carlos Miranda, attore statunitense
- 1984 - Cosmin Moți, dirigente sportivo, allenatore di calcio e ex calciatore romeno
- 1984 - Selenia Orzella, ballerina, conduttrice televisiva e giornalista italiana
- 1984 - Muhannad Tahir Osman, calciatore sudanese
- 1984 - Avraam Papadopoulos, dirigente sportivo e ex calciatore greco
- 1984 - Silvano Varettoni, ex sciatore alpino italiano
- 1984 - Daigō Watanabe, ex calciatore giapponese
- 1985 - Ever Cantero, calciatore paraguaiano
- 1985 - László Cseh, ex nuotatore ungherese
- 1985 - Zander Diamond, allenatore di calcio e ex calciatore scozzese
- 1985 - Josep Antonio Gómes, calciatore andorrano
- 1985 - Filippa Hamilton, modella francese
- 1985 - Miguel Lasso, calciatore e giocatore di calcio a 5 panamense († 2013)
- 1985 - Melissa Panarello, scrittrice italiana
- 1985 - Mike Randolph, ex calciatore statunitense
- 1985 - Brian Roberts, ex cestista statunitense
- 1985 - Amanda Seyfried, attrice, cantante e modella statunitense
- 1985 - Robert Swift, ex cestista statunitense
- 1985 - Marcus Williams, ex cestista statunitense
- 1985 - Zhao Xuri, calciatore cinese
- 1986 - Jynocel Basweti, ex maratoneta keniota
- 1986 - Annelien Coorevits, modella belga
- 1986 - Haytham Dheeb, calciatore palestinese
- 1986 - Frank Elegar, cestista americo-verginiano
- 1986 - James Laurinaitis, ex giocatore di football americano statunitense
- 1986 - Wolfgang, wrestler britannico
- 1987 - Michael Angarano, attore statunitense
- 1987 - Eric Barone, autore di videogiochi, compositore e musicista statunitense
- 1987 - Antonio Breglia, regista e attore italiano
- 1987 - Erik Grönwall, cantante svedese
- 1987 - Dick Kooy, pallavolista olandese
- 1987 - Phobay Kutu-Akoi, ex velocista liberiana
- 1987 - Giōrgos Manousos, calciatore greco
- 1987 - Ștefan Mardare, calciatore rumeno
- 1987 - Adrienne Martelli, canottiera statunitense
- 1987 - Sean McGrath, giocatore di football americano statunitense
- 1987 - Chip Peterson, nuotatore statunitense
- 1987 - Guillaume Rigal, pilota motociclistico francese
- 1987 - Matt Rogers, ex cestista statunitense
- 1987 - Alicia Sacramone, ex ginnasta statunitense
- 1987 - Mats Solheim, ex calciatore norvegese
- 1988 - Egor Gennad'evič Baranov, attore, regista e sceneggiatore russo
- 1988 - Pietro Boselli, modello italiano
- 1988 - Jeb Brovsky, ex calciatore statunitense
- 1988 - Angellot Caro, ex giocatore di calcio a 5 colombiano
- 1988 - Leon Jackson, cantante scozzese
- 1988 - Enon Kawatani, musicista e cantautore giapponese
- 1988 - Keirrison, ex calciatore brasiliano
- 1988 - Michiel Kramer, calciatore olandese
- 1988 - Christian Mouritsen, ex calciatore faroese
- 1988 - Justo Nguema Nchama, ex calciatore equatoguineano
- 1988 - Štefan Pekár, calciatore slovacco
- 1988 - Valeria Pirone, calciatrice italiana
- 1988 - Michela Quattrociocche, attrice italiana
- 1988 - Jesús Soraire, calciatore argentino
- 1988 - Kamila Štěpánová, ex cestista ceca
- 1989 - Selçuk Alibaz, calciatore tedesco
- 1989 - Azamat Bajmatov, ex calciatore kirghiso
- 1989 - Ricardo Abel Barbosa Ferreira, calciatore portoghese
- 1989 - Arina Bilocerkivs'ka, ex cestista ucraina
- 1989 - Gillian Carleton, ex pistard e ex ciclista su strada canadese
- 1989 - Miles Chamley-Watson, schermidore statunitense
- 1989 - José Antonio Fernández Pomares, calciatore spagnolo
- 1989 - Juliette, cantante e imprenditrice brasiliana
- 1989 - Frank López, calciatore beliziano
- 1989 - Alex McCarthy, calciatore inglese
- 1989 - Peterson Occénat, ex calciatore haitiano
- 1989 - Mattia Pesce, ex nuotatore italiano
- 1989 - Damier Pitts, cestista statunitense
- 1989 - Paulo Regula, ex calciatore portoghese
- 1989 - Chiara Serafino, calciatrice italiana
- 1989 - Nikola Tkalčić, calciatore croato
- 1989 - Giovanna Matheus, ex ginnasta brasiliana
- 1990 - Christian Benteke, calciatore congolese (Repubblica Democratica del Congo)
- 1990 - Momčil Cvetanov, calciatore bulgaro
- 1990 - Gianluca Di Gennaro, attore italiano
- 1990 - Ben Eisenhardt, cestista statunitense
- 1990 - Sharon Fichman, tennista canadese
- 1990 - Kerys Harrop, ex calciatrice inglese
- 1990 - Kim Myong-hyok, sollevatore nordcoreano
- 1990 - Long Qingquan, sollevatore cinese
- 1990 - Kevin Minter, giocatore di football americano statunitense
- 1990 - Leopold Novak, calciatore croato
- 1990 - Matt Reynolds, giocatore di baseball statunitense
- 1990 - Fausto Rossi, calciatore italiano
- 1990 - Toomaj Salehi, rapper e cantante iraniano
- 1990 - Idrissa Sylla, calciatore guineano
- 1990 - Airton Tirabassi, calciatore brasiliano
- 1990 - Nick Yelloly, pilota automobilistico britannico
- 1990 - Takuji Yonemoto, calciatore giapponese
- 1990 - Sérgio Ricardo dos Santos Júnior, calciatore brasiliano
- 1991 - Torgeir Børven, calciatore norvegese
- 1991 - Ashley Bruner, ex cestista e allenatrice di pallacanestro statunitense
- 1991 - Shanley Caswell, attrice e ex modella statunitense
- 1991 - Simon Desthieux, ex biatleta francese
- 1991 - Luis Felipe Gallegos, calciatore cileno
- 1991 - Gaudiano, cantautore italiano
- 1991 - Ekaterine Gorgodze, tennista georgiana
- 1991 - Cody Kessel, pallavolista statunitense
- 1991 - Kate King, modella canadese
- 1991 - Jakub Parzeński, cestista polacco
- 1991 - Dominika Sobolska, pallavolista belga
- 1991 - Matthias Sommer, bobbista e ex velocista tedesco
- 1991 - Aaron Thomas, cestista statunitense
- 1991 - Armando Vajushi, ex calciatore albanese
- 1991 - Dariusz Wyka, cestista polacco
- 1992 - Daniel Abt, ex pilota automobilistico tedesco
- 1992 - Pablo Burzio, calciatore argentino
- 1992 - Cristian Ceballos, ex calciatore spagnolo
- 1992 - Eli Dasa, calciatore israeliano
- 1992 - Josh Doctson, giocatore di football americano statunitense
- 1992 - Rəşad Eyyubov, ex calciatore azero
- 1992 - Máté Gecser, giocatore di football americano ungherese
- 1992 - Aamito Lagum, attrice e modella ugandese
- 1992 - Joaquín Noy, calciatore uruguaiano
- 1992 - Raffaele Rotondo, pallanuotista italiano
- 1992 - Nicolás Sarmiento, giocatore di calcio a 5 argentino
- 1992 - Ayanleh Souleiman, mezzofondista gibutiano
- 1992 - Justyna Święty, velocista polacca
- 1992 - Nika Zorjan, cantante slovena
- 1993 - François Alu, ballerino francese
- 1993 - Marques Brownlee, youtuber statunitense
- 1993 - Nirra Fields, cestista canadese
- 1993 - Davide Ghiotto, pattinatore di velocità su ghiaccio italiano
- 1993 - Kasey Hill, cestista statunitense
- 1993 - Kyle Jean-Baptiste, attore e cantante statunitense († 2015)
- 1993 - Goitom Kifle, mezzofondista e maratoneta eritreo
- 1993 - Stipo Marković, calciatore bosniaco
- 1993 - Sech, cantante e produttore discografico panamense
- 1993 - Hermon Tecleab, calciatore eritreo
- 1994 - Jake T. Austin, attore statunitense
- 1994 - Antonín Barák, calciatore ceco
- 1994 - Héctor Fértoli, calciatore argentino
- 1994 - Lil Baby, rapper e cantante statunitense
- 1994 - Lila Lapanja, sciatrice alpina statunitense
- 1994 - Tom Lockyer, calciatore gallese
- 1994 - Barbara Matić, judoka croata
- 1994 - Dani Ojeda, calciatore spagnolo
- 1994 - Kōstas Panagiōtoudīs, calciatore greco
- 1994 - Bernarda Pera, tennista croata
- 1994 - Yū Serizawa, attrice, doppiatrice e cantante giapponese
- 1994 - Matthieu Vaxivière, pilota automobilistico francese
- 1995 - Samuel Adegbenro, calciatore nigeriano
- 1995 - Angèle, cantante, compositrice e pianista belga
- 1995 - Franco Atchou, calciatore togolese
- 1995 - Ludwig Cassman, ex sciatore alpino svedese
- 1995 - Raoul Coulon, calciatore vanuatuano
- 1995 - Amanze Egekeze, cestista statunitense
- 1995 - Gianluca Grasso, pallavolista e dirigente sportivo brasiliano
- 1995 - Ellen Noble, ciclocrossista e mountain biker statunitense
- 1995 - Srđan Plavšić, calciatore serbo
- 1995 - Alessandro Porcelli, pallavolista italiano
- 1995 - Madison Rigdon, pallavolista statunitense
- 1995 - Aïcha Sidibé, cestista senegalese
- 1995 - Christian Sørum, giocatore di beach volley norvegese
- 1995 - Marco Tadé, sciatore freestyle svizzero
- 1995 - Timon Wellenreuther, calciatore tedesco
- 1996 - Tigist Assefa, mezzofondista e maratoneta etiope
- 1996 - Agnes Chow, attivista e politica hongkonghese
- 1996 - Dajana Dengscherz, ex sciatrice alpina austriaca
- 1996 - Martín García García, pianista spagnolo
- 1996 - Ewa Pajor, calciatrice polacca
- 1996 - Marin Pilj, calciatore croato
- 1996 - Tan Jiaxin, ginnasta cinese
- 1996 - Michael Verrips, calciatore olandese
- 1996 - Abbey Weitzeil, nuotatrice statunitense
- 1997 - Grant Andrews, combinatista nordico statunitense
- 1997 - Yaw Annor, calciatore ghanese
- 1997 - Vitalij Bojko, calciatore ucraino
- 1997 - T.J. Brunson, giocatore di football americano statunitense
- 1997 - Derek Freitas Ribeiro, calciatore brasiliano
- 1997 - Jamie Jacobs, calciatore olandese
- 1997 - Ogbonna John, lottatore nigeriano
- 1997 - Guy2Bezbar, rapper francese
- 1997 - Chinaza Uchendu, calciatrice nigeriana
- 1997 - Jineiry Martínez, pallavolista dominicana
- 1997 - Sarantīs Mastrogiannopoulos, cestista greco
- 1997 - Masoud Mosadeghpour, scacchista iraniano
- 1997 - Michael Norman, velocista statunitense
- 1997 - Hayley Okines, attivista britannica († 2015)
- 1997 - Erkan Yılmaz, cestista turco
- 1998 - Lorena Benítez, calciatrice e giocatrice di calcio a 5 argentina
- 1998 - David Brekalo, calciatore sloveno
- 1998 - Gaëtan Coucke, calciatore belga
- 1998 - Abdeldjebar Djebbari, lottatore algerino
- 1998 - Marcus Edwards, calciatore inglese
- 1998 - Tobias Hedström, ex sciatore alpino svedese
- 1998 - Chloé Herbiet, maratoneta e mezzofondista belga
- 1998 - Fernando Jorge, canoista cubano
- 1998 - Henji Mboyo, ginnasta svizzero
- 1998 - Kevin Rosero, calciatore colombiano
- 1998 - Alontae Taylor, giocatore di football americano statunitense
- 1999 - Noah Fadiga, calciatore belga
- 1999 - Jack Gohlke, cestista statunitense
- 1999 - Kai Klefisch, calciatore tedesco
- 1999 - Iverson Molinar, cestista panamense
- 1999 - Negueba, calciatore brasiliano
- 1999 - Merlin Surget, snowboarder francese
- 2000 - Sara Belli, hockeista su ghiaccio italiana
- 2000 - Evita Griskenas, ginnasta statunitense
- 2000 - Justin Hammel, calciatore svizzero
- 2000 - César Huerta, calciatore messicano
- 2000 - Iru Khechanovi, cantante georgiana
- 2000 - Louis Lynagh, rugbista a 15 italiano
- 2000 - Harold Martín López, ciclista su strada ecuadoriano
- 2000 - Souaibou Marou, calciatore camerunese
- 2000 - Francisco Nevárez, calciatore messicano
- 2000 - Veronica Pasini, calciatrice italiana
- 2000 - Magdalena Stysiak, pallavolista polacca
- 2000 - Philipp Treu, calciatore tedesco

## XXI secolo(18)
- 2001 - Bobosi Byaruhanga, calciatore ugandese
- 2001 - Lorette Charpy, ginnasta francese
- 2001 - Andrea Gori, hockeista su pista italiano
- 2001 - Jake Jarman, ginnasta britannico
- 2001 - Oliver Kass Kawo, calciatore svedese
- 2002 - Emil Pettersson, sciatore alpino svedese
- 2003 - Óscar Cortés, calciatore colombiano
- 2003 - Marek Ujlaky, calciatore slovacco
- 2003 - Wei Sijia, tennista cinese
- 2004 - Leonardo Fornaroli, pilota automobilistico italiano
- 2004 - Dantaye Gilbert, calciatore trinidadiano
- 2004 - Zane Kaluma, slittinista lettone
- 2004 - Pavel Novák, ciclista su strada e pistard ceco
- 2004 - Henrik Pedersen, ciclista su strada danese
- 2004 - Petre Ștefan, rapper rumeno
- 2005 - Amaury Morales, calciatore messicano
- 2005 - Sverre Magnus di Norvegia, principe norvegese
- 2006 - Emily Minante, nuotatrice artistica colombiana